# Jocs Olímpics de l'antiguitat

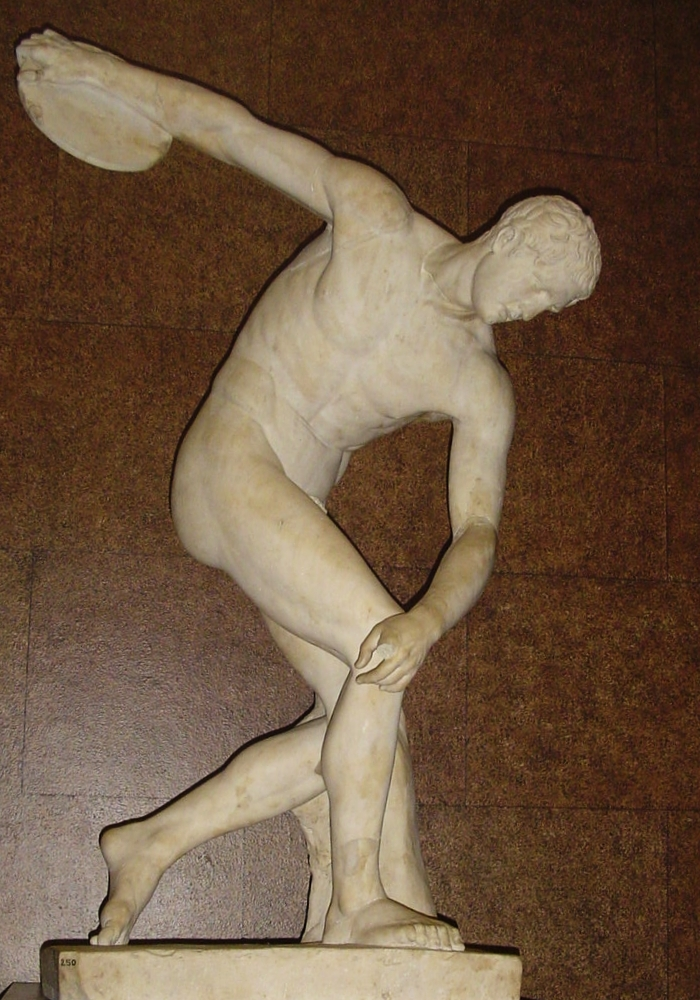
El discòbol, còpia de Mirón. Estàtua que representa el llançament de disc.

Els Jocs Olímpics de l'antiguitat, originalment anomenats simplement els Jocs Olímpics (en grec: Ολυμπιακοί Αγώνες; Olympiakoi Agones), foren una sèrie de competicions atlètiques celebrades a la ciutat d'Olímpia entre diferents polis de l'antiga Grècia. Van celebrar-se a Olímpia entre els anys 776 aC i 393 dC. Es tracta d'un esdeveniment festiu, on a més de celebrar-se una sèrie de proves esportives, es retien diferents homenatges a les deïtats més importants de l'època. En les proves hi competien els representants de cada ciutat, que havien de ser homes lliures (no esclavitzats) i ciutadans grecs. Aquests s'enfrontaven en diferents modalitats de curses atlètiques i curses de carros i altres proves que foren introduïdes al llarg dels anys: lluita lliure, pentatló antic, salt de llargada, llançament de javelina i de disc.
Els Jocs es disputaven normalment cada 4 anys o una Olimpíada, que era una unitat de temps. Durant la celebració dels Jocs es promulgava una treva o pau olímpica, per permetre als atletes viatjar en condicions de seguretat des de les seves polis o ciutats estats fins a Olímpia. Els antics Jocs Olímpics van ser bastant diferents dels moderns; hi havia menys esdeveniments i només els homes lliures que parlaven grec podien competir, a més que se celebraven sempre a Olímpia, en comptes de moure's a diferents llocs cada vegada.
Els darrers Jocs Olímpics de l'antiguitat es van celebrar el 393 dC, gairebé dotze segles després dels seus començaments. Després de l'adopció del cristianisme com a religió oficial de l'imperi amb l'Edicte de Tessalònica (28 de febrer de 380), l'emperador Teodosi I finalment prohibeix tota celebració pagana, incloent els Jocs.
Quan els nens grecs lliures complien dotze anys ingressaven en la palestra, on se'ls ensenyava a desenvolupar els músculs i a disciplinar els nervis. Als setze anys entraven al gimnàs, on els grecs realitzaven exercicis físics i atletisme. Els gimnasos comptaven amb una pista i llocs d'exercici a l'aire lliure entre els boscos. Als vint anys els grecs concloïen la seva formació esportiva on se'ls lliuraven les armes i estaven capacitats per participar en els Jocs Olímpics.

## Història

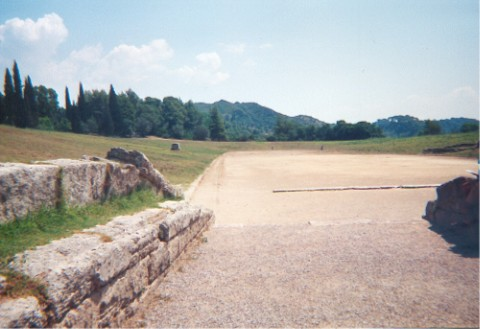
Les ruïnes de l'estadi d'Olímpia.

Els Jocs Olímpics es van originar fa 3.000 anys a l'antiga Grècia, concretament a Olímpia. En aquell moment, Grècia no existia com a país, sinó més aviat com una sèrie de ciutats estat independents sovint en conflicte i en guerra.
En aquest context, s'organitzaren quatre jocs panhel·lènics que se celebraven a Olímpia, Delfos, Isthmia i Nemea. Aquests jocs eren celebracions religioses que unien els diferents estats en una celebració en honor dels déus grecs, un sistema de creences religioses que compartien persones en totes les regions.
Aquest festival es va celebrar cada quatre anys (període anomenat olimpíada) entre el període que va des de 776 aC fins a 393 dC i atreia a nombrosos atletes i milers d'espectadors de totes les ciutats estat gregues. Els atletes s'entrenaven durant deu mesos abans de l'esdeveniment i cadascuna de les ciutats estat enviava les seves delegacions als Jocs. Els Jocs Olímpics representaven una treva de les hostilitats entre els diferents estats, i una oportunitat pels grecs per complir en territori neutral i sagrat.
Entre tots els Jocs Panhel·lènics, els Jocs Olímpics exemplificaven clarament el pinacle de la l'excel·lència i el prestigi, que era un nexe d'unió entra tota la cultura grega.
Per aquest motiu, els jocs se celebraven al santuari sagrat d'Olímpia, a l'estat d'Elis a la península del Peloponès, en honor del déu suprem de la mitologia grega, Zeus.
Amb el temps, noves disciplines es van introduir en el programa, com ara els diaulos (dues voltes a la pista), dolichos (llarga distància), lluita, pentatló, boxa, carreres de cavalls i de quadrigues, i el pancraci (o combat sense armes).

### El recinte d'Olímpia
El recinte d'Olímpia (el que avui dia anomenaríem l'anella olímpica) incloïa una sèrie d'edificis i tresors:
- El gran Altar de Zeus, que es creu que ha existit des del segle x aC.
- El Temple de Zeus, la principal funció del qual era la d'albergar l'estàtua de culte al déu.
- El Temple d'Hera, construït en honor de la dona de Zeus.
- El gimnàs, que s'utilitzava per a la pràctica d'interior i les proves de llançament.
- La palestra, un centre d'entrenament per al combat i esdeveniments de salt.
- L'estadi, on s'hi celebraven les curses, ubicat originalment en el bosc sagrat d'Altis i, a partir del segle iv aC, en un nou estadi amb una pista de 192,28 metres.[6]
- El gran Alatar de Zeus, que es creu que ha existit des del segle x aC.

## Naixement dels Jocs Olímpics
Es creu que la celebració regular s'inicia en el 776 aC i la seva denominació es deu al lloc de la seva celebració: la vila grega d'Olímpia, l'emplaçament del santuari més important del déu Zeus i situada a la vall de l'Alfeu, entre l'Olimp i el pujol de Cronos. Se celebraven cada quatre anys entre els mesos de juny i agost.
El valor dels Jocs antics va ser múltiple: va representar una manifestació religiosa d'acatament als déus; va contribuir al desenvolupament harmònic del cos i de l'ànima; va afavorir l'amistat dels pobles i ciutats i va buscar la unitat dels Hel·lens.
Els antics Jocs Olímpics no tenien la quantitat de proves que hi ha en l'actualitat.
Segons la literatura científica durant les primeres 13 edicions, tan sols es
realitzava l'esprint (conegut com a stadion). Consistia en el funcionament d'una volta
a la longitud de l'estadi, que a l'Olympia era aproximadament de 192 metres

## Importància social dels Jocs Olímpics
A les ciutats, els organitzaven i presidien els magistrats que representaven en ells l'estat. La vida pública quedava paralitzada durant les festes, ja que se suspenia tota activitat oficial. Durant la celebració solament es resolien els assumptes d'extrema urgència. Exercien una gran influència en les relacions dels estats, s'hi acudia des dels llocs més remots i s'establien treves de caràcter sagrat. Els jocs públics eren una ocasió d'acostament entre els Estats Grecs. Constituïen l'ànima de les relacions interhel·lèniques, ja que equivalien a veritables assemblees generals del poble grec. Progressivament, a més de les polis de la Grècia continental, va augmentar la participació de les múltiples colònies gregues disseminades per les costes del Mediterrani. Olímpia es va convertir en una poderosa força, que va aglutinar, amb la idea d'un panhel·lenisme creixent, tots els emigrants grecs dispersos pel món hel·lènic. La participació oficial de les ciutats gregues en les ofrenes i els sacrificis i la col·laboració dels particulars creava una sensació de germanor i sorgia el sentiment de la pertinença a una estructura sociopolítica superior a la de la polis.
El manteniment del lloc era possible gràcies a les aportacions dels espectadors, els regals de les delegacions i les multes imposades als atletes o les ciutats per actes contraris a les normes. 

## Proves

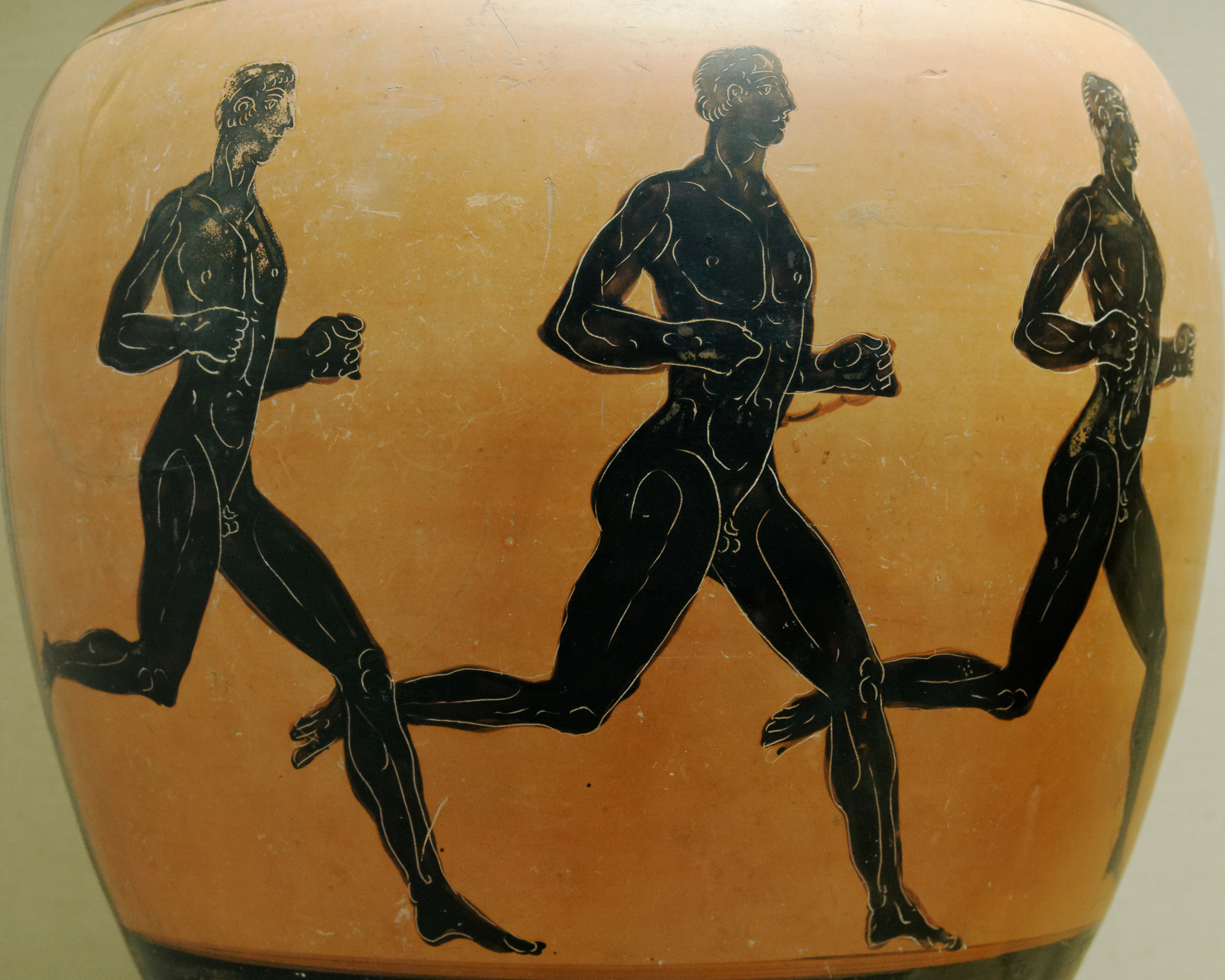
Tres corredors en un àmfora, 332-333 aC, Museu Britànic.

Aparentment, a les primeres edicions dels Jocs Olímpics el programa de proves consistia en una única cursa a peu, que es va anar incrementant amb més proves en edicions successives. La participació era limitada a atletes homes, excepte alguna prova eqüestre on podien participar dones. També hi havia proves per "joves" que van començar el 632 aC. El nostre coneixement de com es realitzaven els esdeveniments es deriva principalment de les pintures d'atletes que es troben en molts gerros, en particular les de l'època arcaica i clàssica.
Durant la major part de la seva història, els esdeveniments olímpics es van realitzar atletes nus. Pausanies diu que el primer corredor nu va ser Orsip, guanyador de la cursa stadion el 720 aC, que simplement va perdre la roba a propòsit perquè córrer sense ella era més fàcil. L'historiador del segle V aC Tucídides atribueix als espartans la introducció del costum de "despullar-se i untar-se públicament amb oli en els seus exercicis gimnàstics. Antigament, fins i tot en els concursos olímpics, els atletes que lluitaven portaven cinturons a la seva cintura, i fa pocs anys que la pràctica va cessar."

### Curses

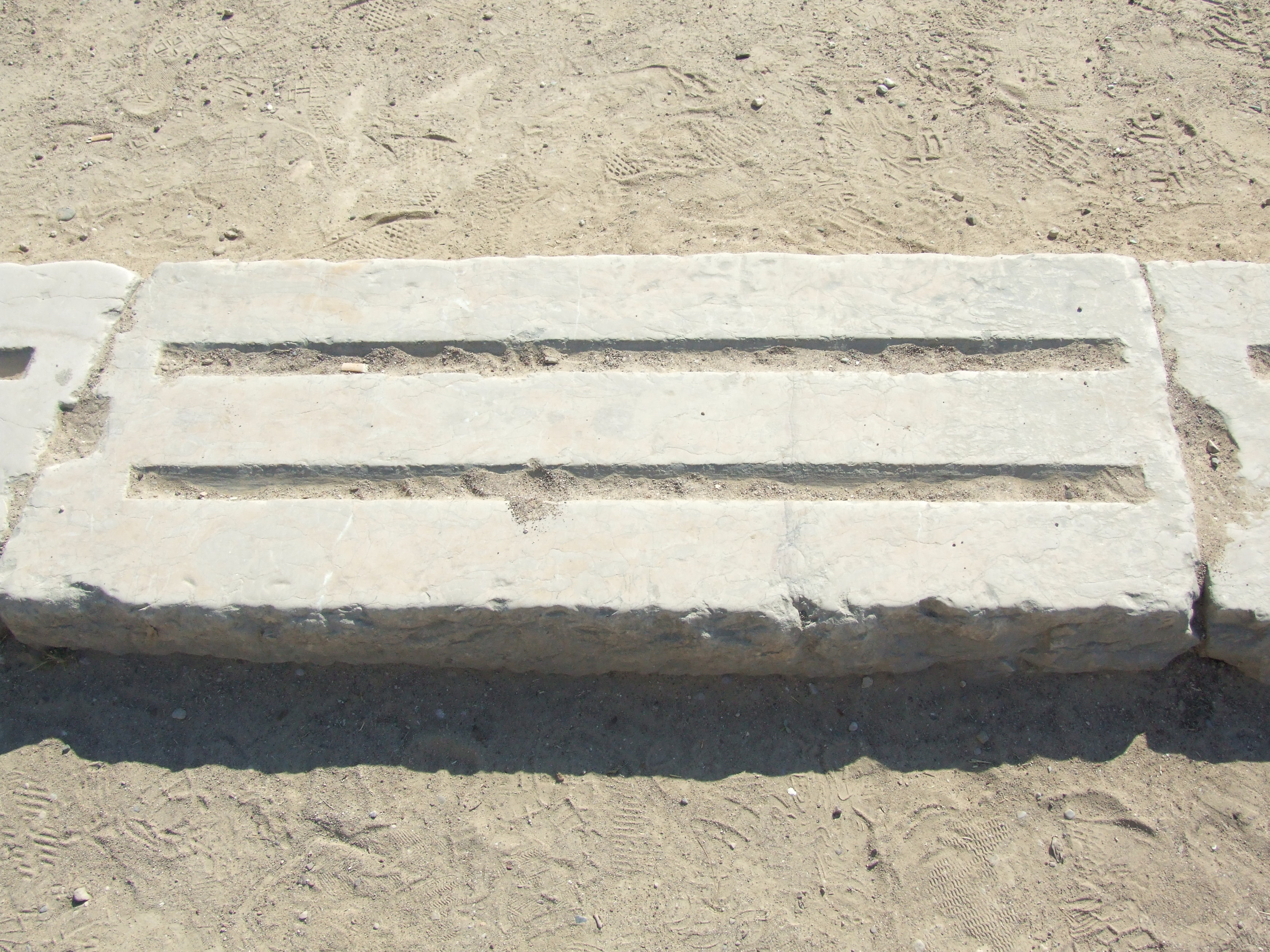
Secció d'una pedra que formava part de la línia de sortida a Olímpia.

La única prova conegudes als primers 13 jocs fou l'stadion (estadi), una cursa en línia recta sobre uns 192 metres.
El diaulos (lit. "doble tub"), o cursa de dos estadis, introduït a la 14a Olimpíada el 724 aC. Es creu que els competidors corrien en línies marcades al terra de l'estadi i que giraven al voltant d'un pal (kampteres), abans de retornar a la línia de sortida.
La tercera cursa a peu era el dolichos ("cursa llarga"), introduïda a la següent Olimpíada. La mesura de la distància varia segons les fonts, que sembla que es disputava entre vint i vint-i-quatre voltes al circuit, de 7,5 a 9 km, tot i que també podria tractar-se de llargades en lloc de voltes i, per tant, la meitat de distància recorreguda.
La darrera cursa introduïda als Jocs fou el hoplitodromos, o "cursa d'hoplites", introduït el 520 aC i tradicionalment correguda com a darrera prova de la competició. Els competidors corrien un o dos diaulos (aproximadament 400 o 800 metres) equipats amb l'armadura complerta.

### Combat

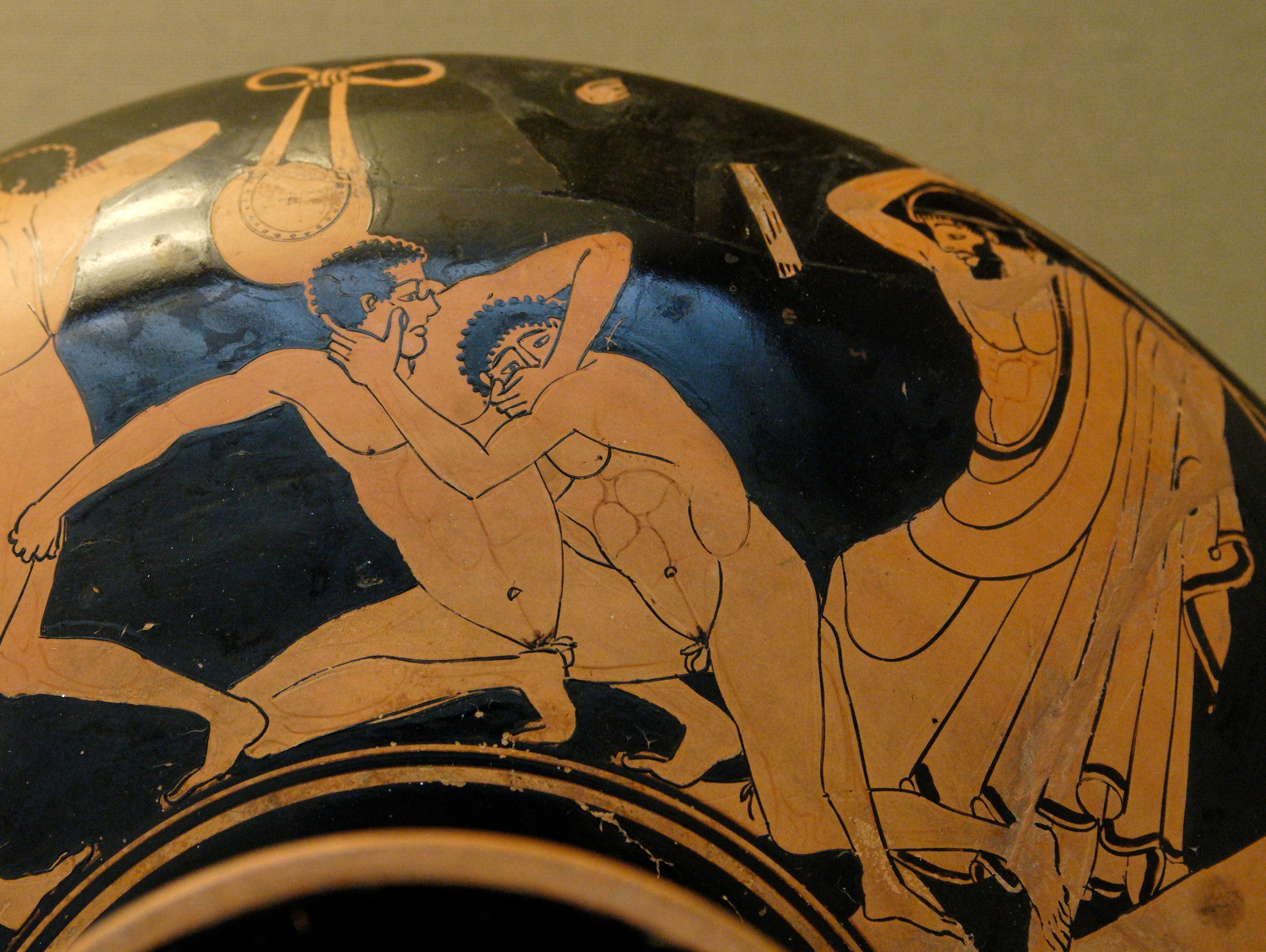
Escena de pancraci. 490–480 aC, Museu Britànic.

El pale o "lluita grega" fou introduït a la 18a Olimpíada. Tres caigudes eren necessaris per guanyar. Es compta com a caiguda si el cos, el maluc, l'esquena o l'espatlla (i possiblement el genoll) tocaven el terra. Si queien els dos competidors, no es comptava res.
El pygmachia ("boxa") fou introduït el 688 aC. Les lleis de la boxa van ser atribuïdes al primer campió olímpic Onòmast d'Esmirna. Sembla que els cops al cos no estaven permesos o no es practicaven.
El pancraci fou introduït a la 33a Olimpíada (648 aC). A més de tècniques de boxa i lluita, els atletes podien donar puntades, immobilitzacions i estrangulacions al terra. Les úniques prohibicions eren mossegar i esgarrapar.

### Disc
La prova de llançament de disc (diskos) era similar a la competició moderna. S'han trobat diskoi de pedra i ferro, tot i que sembla que el material més utilitzat era el bronze. Els pesos més habituals estaven sobre els 2 kg i el diàmetre era d'uns 21 cm.

### Salt de llargada

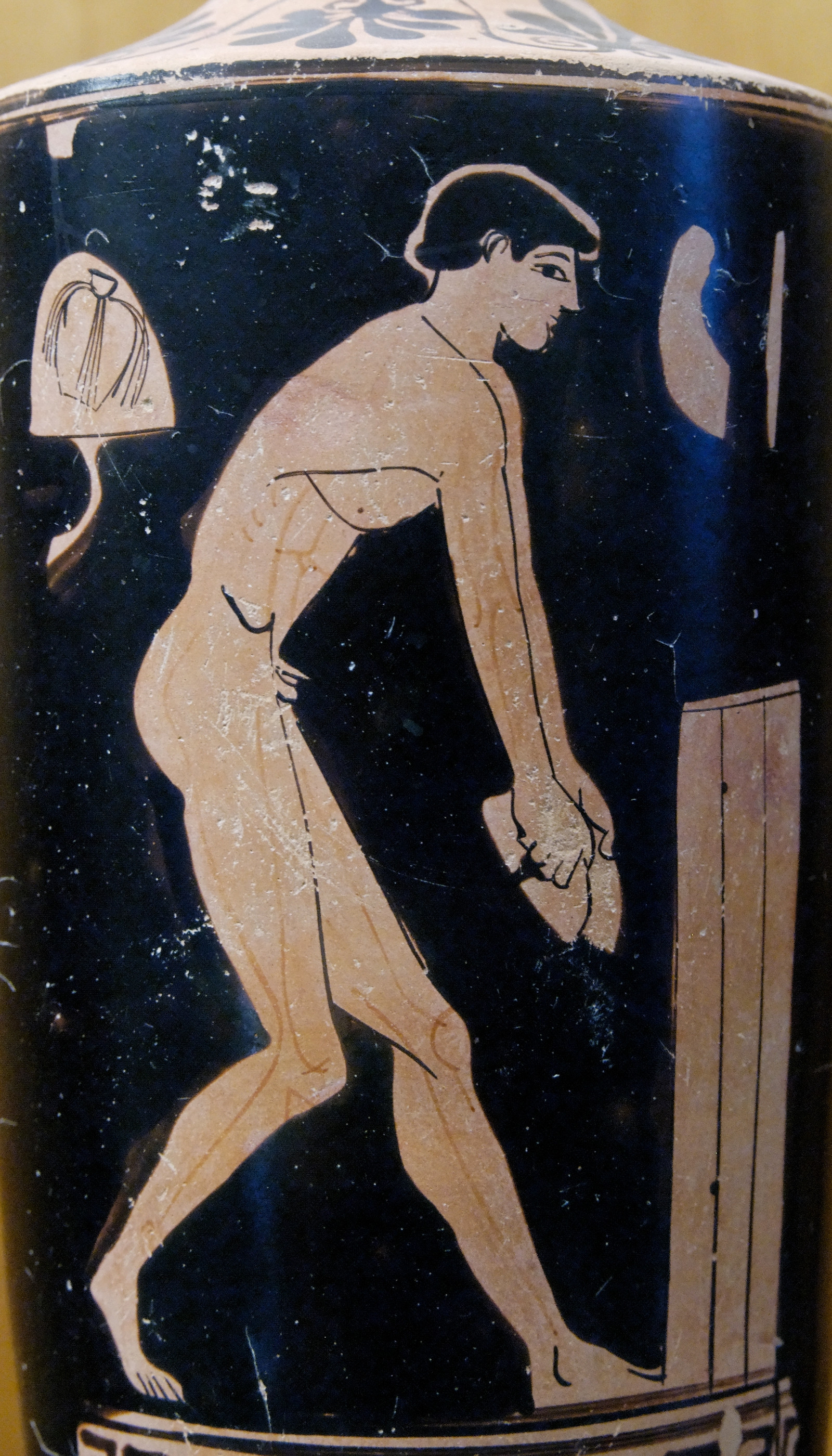
Un saltador de llargada sostenint halteres, c. 470 to 460 BC.

A la prova de salt de llargada (halma) els competidors feien balancejar un parell de peses anomenades "halteres". No hi havia dissenys establerts; els saltadors solien utilitzar pesos esfèrics fets amb pedra tallada per adaptar-se a la mà o pesos de plom més llargs. No és clar si el salt es feia des de posició aturada o després de cursa. En la seva anàlisi de la prova basada en pintures a gerros, Hugh Lee va concloure que probablement hi hauria una petita cursa.

### Pentatló
El pentatló era una competició formada per cinc proves: cursa a peu, salt de llargada, llançament de disc, llançament de javelina i lluita. La primera aparició coneguda en uns Jocs fou a la 18a Olimpíada, el 708 aC. La competició es disputava en un únic dia, però no es coneix com es decidia el vencedor, o l'ordre de les proves, excepte que sempre finalitzava amb la prova de lluita.

### Proves hípiques

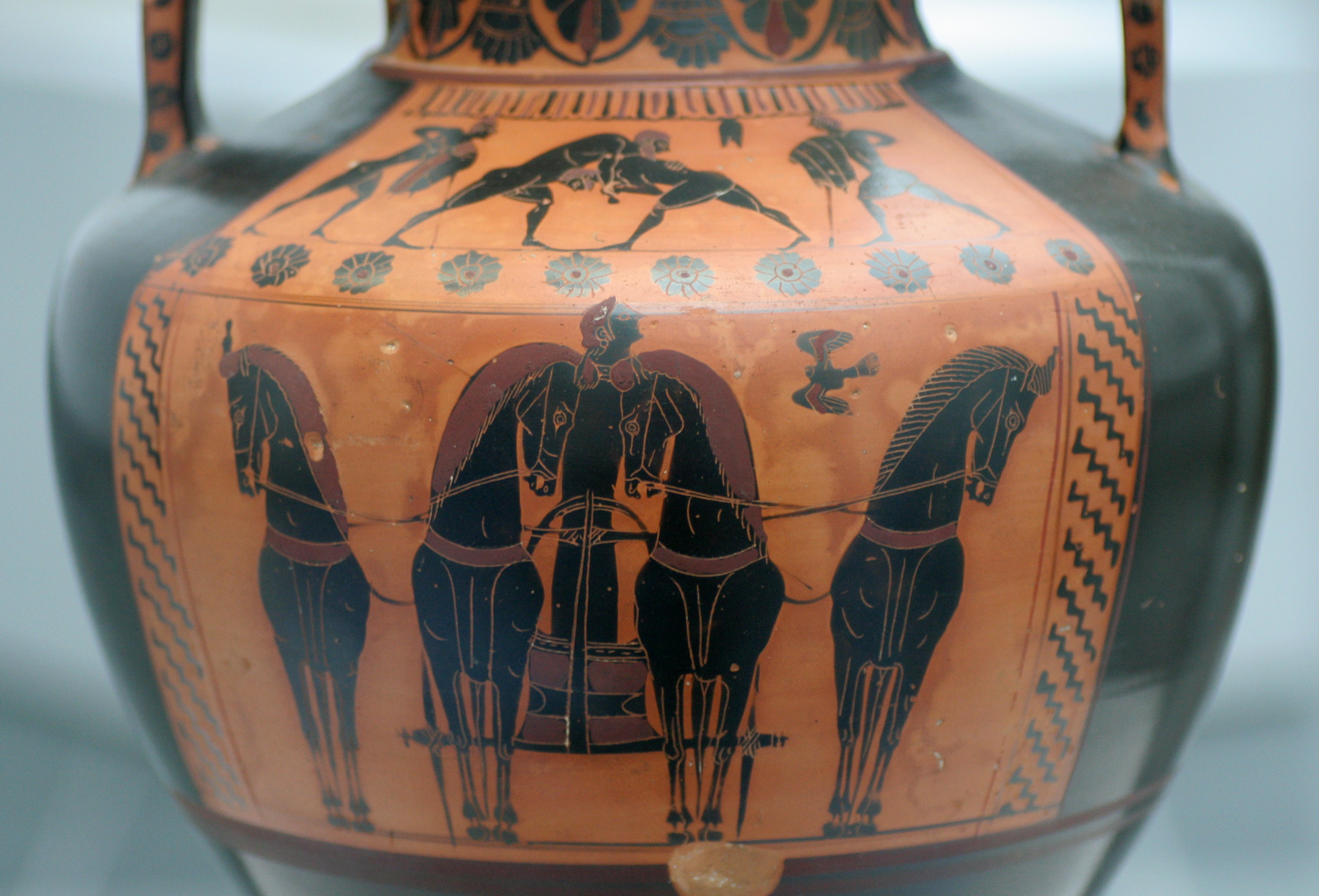
Quadriga grega. Detall d'una àmfora de la Gliptoteca de Múnic.

Les curses de cavalls o carros (quadrigues) eren les competicions més prestigioses dels Jocs, ja que només els rics podien permetre's el manteniment i el transport dels cavalls. Aquestes curses consistien en diferents esdeveniments: la cursa de carros de quatre cavalls (tethrippon), la cursa de carros de dos cavalls (synoris) i la cursa de cavalls amb genets (keles), on el genet podia ser escollit pel propietari. La cursa de carros de quatre cavalls va ser el primer esdeveniment eqüestre que es va presentar als Jocs Olímpics, presentant-se el 680 aC. Consistia en dos cavalls que lligats sota un jou al mig, i dos cavalls externs que estaven units amb una corda. La cursa de carros de dos cavalls fou introduïda el 408 aC. Pel que fa a la cursa a cavall fou introduïda el 648 aC. En aquesta cursa, els grecs no feien servir selles ni estreps (aquest últim fou desconegut a Europa fins al segle VI dC), de manera que requerien una bona adherència i equilibri.
Pausanies també parla d'una cursa de carros amb un parell de mules (apene) i una Cursa de trotadors per a eugues (kalpe), però foren proves de curta vida. En aquesta segona prova, a la part final els genets saltaven i corrien al costat de les eugues.
| Proves als Jocs Olímpics | Proves als Jocs Olímpics | Proves als Jocs Olímpics                             |
| Olimpíada                | Any                      | Primera introducció de la prova                      |
| ------------------------ | ------------------------ | ---------------------------------------------------- |
| 1a                       | 776 aC                   | Stadion (cursa d'uns 200 metres)                     |
| 14a                      | 724 aC                   | Diaulos (doble stadion)                              |
| 15a                      | 720 aC                   | Dolichos (cursa de llarga distància)                 |
| 18a                      | 708 aC                   | Pentatló (lluita i proves atlètiques)                |
| 18a                      | 708 aC                   | Pale (lluita grega)                                  |
| 23a                      | 688 aC                   | Pygmachia (boxa)                                     |
| 25a                      | 680 aC                   | Tethrippon (cursa de carros de 4 cavalls)            |
| 33a                      | 648 aC                   | Keles (cursa de cavalls)                             |
| 33a                      | 648 aC                   | Pancraci (lluita)                                    |
| 65a                      | 520 aC                   | Hoplitodromos (cursa d'hoplites)                     |
| 70a                      | 500 aC                   | Apene (cursa de carros amb mules)                    |
| 71a                      | 496 aC                   | Kalpe (cursa d'eugues)                               |
| 93a                      | 408 aC                   | Synoris (cursa de carros de 2 cavalls)               |
| 96a                      | 396 aC                   | Kerykes i salpinktai (concurs d'heralds i trompetes) |